# Mairie de Friedrichshain
La mairie de Friedrichshain (Rathaus Friedrichshain) est le bâtiment qui héberge les bureaux du maire ainsi qu'une partie des services municipaux de l'arrondissement de Friedrichshain-Kreuzberg à Berlin, en Allemagne.

## Localisation
La mairie est située à l'adresse Frankfurter Allee 35-37, 10247 Berlin-Friedrichshain. Elle donne sur la Frankfurter Allee, l'artère qui traverse Friedrichshain depuis Alexanderplatz. En dessous de la mairie sur situe un passage piéton souterrain, le Rathaus Passage.
La station de métro Samariterstraße sur la ligne 5 se situe à proximité de la mairie sur la Frankfurter Allee.

## Histoire
La mairie de Friedrichshain se situait auparavant à hauteur de la Porte de Francfort. La construction de la nouvelle mairie aux nos 35-37 a été conçue par plusieurs architectes après la Wende et a été conduite par la Bayerischen Immobilien AG. Le déménagement a eu lieu en 1996.

## Administration
La mairie de Friedrichshain est le principal centre administratif de l'arrondissement de Friedrichshain-Kreuzberg. C'est le siège du bureau du maire (Bezirksbürgermeister) et de deux conseillers municipaux (Bezirksstadtrat) de l'arrondissement, Clara Herrmann et Andy Hehmke. La mairie dispose également d'un Bürgeramt, le Bürgeramt 3.
L'assemblée des délégués d'arrondissement de Friedrichshain-Kreuzberg ainsi que les bureaux de deux conseillers municipaux, Knut Mildner-Spindler (Linke) et Florian Schmidt (Grüne), sont situés à la mairie de Kreuzberg.

### Conseil municipal

Les 55 délégués élus pour la période 2016-2021 et leurs couleurs partisanes respectives :
Die Grünen 20
Die Linke 12
SPD 10
CDU 4
AfD 3
FDP 2
Piraten 2
Die PARTEI 2

Le conseils d'arrondissement sont nommés par 55 délégués bénévoles élus pour cinq ans. La dernière élection a eu lieu le 18 septembre 2016, en parallèle des élections législatives.
Le conseil municipal d'arrondissement actuel est composé comme suit :
| Membres du conseil                      | Parti | Département                                                   |
| --------------------------------------- | ----- | ------------------------------------------------------------- |
| Monika Herrmann, maire                  | Grüne | Famille, ressources humaines & diversité                      |
| Knut Mildner-Spindler, adjoint au maire | Linke | Emploi, administration, santé & services sociaux              |
| Clara Herrmann                          | SPD   | Finances, environnement, culture et formation professionnelle |
| Andy Hehmke                             | Linke | Économie, sécurité, éducation & sport                         |
| Florian Schmidt                         | Grüne | Immobilier, urbanisme & services généraux                     |

### Liste des maires successifs

#### District de Friedrichshain
| Mandat    | Maire du district   | Parti         |
| --------- | ------------------- | ------------- |
| 1921–1933 | Paul Mielitz        | SPD           |
| 1933–1938 | Max Conrad          | NSDAP         |
| 1938–1944 | Günther Hüber       | NSDAP         |
| 1944–1945 | Hans Fink           | NSDAP         |
| 1945–1946 | Paul Lippke         | SPD           |
| 1946–1947 | Fritz Saar          | SPD, puis SED |
| 1947      | Wilhelm Mardus      | SPD           |
| 1948      | Heinz Griesch       | SPD           |
| 1948      | Erwin Butte         | SED           |
| 1948–1950 | Willi Schmidt       | SDA           |
| 1950–1953 | Gustav-Adolf Werner | SED           |
| 1953–1956 | Fritz Reuter        | SED           |
| 1956–1975 | Hans Höding         | SED           |
| 1975–1989 | Manfred Pagel       | SED           |
| 1989–1990 | Heinz Borbach       | SED           |
| 1990      | Günter Baudisch     | SED           |
| 1990–2000 | Helios Mendiburu    | SPD           |

#### Arrondissement de Friedrichshain-Kreuzberg
| Mandat                              | Maire d'arrondissement | Parti |
| ----------------------------------- | ---------------------- | ----- |
| 1er janvier 2001 – 31 janvier 2002  | Bärbel Grygier         | PDS   |
| 1er février 2002 – 14 novembre 2006 | Cornelia Reinauer      | PDS   |
| 15 novembre 2006 – 31 juillet 2013  | Franz Schulz           | Grüne |
| depuis le 1er août 2013             | Monika Herrmann        | Grüne |